# Utica Comets
Gli Utica Comets sono una squadra di hockey su ghiaccio dell'American Hockey League con sede nella città di Utica, nello stato di New York. Sono affiliati ai Vancouver Canucks, squadra della National Hockey League. Nati nel 2013, i Comets sono la seconda squadra nella storia della AHL con sede a Utica dopo gli Utica Devils.

## Storia
La franchigia dei Comets risale al 1926, anno di nascita degli Springfield Indians. Nel corso delle stagioni fino al 1994 la squadra assunse anche i nomi di Syracuse Warriors e Springfield Kings. Nel 1994 con un passaggio di proprietà la squadra fu rinominata Worcester IceCats, mentre dal 2005 al 2013 fu nota come Peoria Rivermen.
Il 29 marzo 2013 la franchigia dei Rivermen fu venduta ufficialmente ai Vancouver Canucks. In origine i Canucks speravano di poter trasferire la squadra ad Abbotsford, tuttavia la presenza degli Abbotsford Heat affiliati ai rivali dei Calgary Flames impedì il trasferimento. Inoltre la vicinanza di Abbotsford a Vancouver impedì ai Canucks di condividere la Rogers Arena con la formazione affiliata in AHL, dato il limite territoriale di 50 miglia fra una squadra e l'altra. Fu scartata inoltre l'opzione di lasciare la squadra a Peoria, infatti fu subito creata una nuova squadra iscritta in SPHL.
Con la prospettiva di un anno di inattività all'ultimo emerse la possibilità di spostarsi a Utica, nello stato di New York, presso il rinnovato Memorial Auditorium. L'annuncio ufficiale giunse il 14 giugno 2013 con la presentazione del logo e delle divise. Nella stagione 2014-15 la squadra giunse fino alle finali della Calder Cup perdendo però contro i Manchester Monarchs.

### Affiliazioni
Nel corso della loro storia gli Utica Comets sono stati affiliati alle seguenti franchigie della National Hockey League:
- Vancouver Canucks: (2013-)

## Record stagione per stagione
| Stagione     | Division | Gare | V  | S  | OTL | SOL | Punti | GF  | GS  | Piazzamento | Play-off |
| ------------ | -------- | ---- | -- | -- | --- | --- | ----- | --- | --- | ----------- | --- |
| Utica Comets |          |      |    |    |     |     |       |     |     |             | |
| 2013-14      | North    | 76   | 35 | 32 | 5   | 4   | 84    | 187 | 216 | 3°          | |
| 2014-15      | North    | 76   | 47 | 20 | 7   | 2   | 103   | 219 | 182 | 1°          | vince 1º turno (Chicago) 3-2 vince 2º turno (Oklahoma City) 4-3 vince semifinali (Grand Rapids) 4-2 perde Calder Cup (Manchester) 1-4 |
| 2015-16      | North    | 76   | 38 | 26 | 8   | 4   | 88    | 224 | 217 | 3°          | perde 1º turno (Albany) 1-3 |

## Palmarès

### Premi di squadra
- Robert W. Clarke Trophy: 1

2014-2015
- Sam Pollock Trophy: 1

2014-2015